# Independent Spirit Awards 2014
La cerimonia di premiazione della 29ª edizione degli Independent Spirit Awards si è svolta il 1º marzo 2014 sulla spiaggia di Santa Monica.
Le nomination sono state rese note il 27 novembre 2013.

## Vincitori e candidati
I vincitori sono indicati in grassetto, a seguire gli altri candidati.

### Miglior film
- 12 anni schiavo (12 Years a Slave), regia di Steve McQueen
- All Is Lost - Tutto è perduto (All Is Lost), regia di J.C. Chandor
- Frances Ha, regia di Noah Baumbach
- A proposito di Davis (Inside Llewyn Davis), regia di Joel ed Ethan Coen
- Nebraska, regia di Alexander Payne

### Miglior regista
- Steve McQueen - 12 anni schiavo (12 Years a Slave)
- Shane Carruth - Upstream Color
- J.C. Chandor - All Is Lost - Tutto è perduto (All Is Lost)
- Jeff Nichols - Mud
- Alexander Payne - Nebraska

### Miglior sceneggiatura
- John Ridley - 12 anni schiavo (12 Years a Slave)
- Woody Allen - Blue Jasmine
- Julie Delpy, Ethan Hawke e Richard Linklater - Before Midnight
- Nicole Holofcener - Enough Said
- Scott Neustadter e Michael H. Weber - The Spectacular Now

### Miglior attrice protagonista
- Cate Blanchett - Blue Jasmine
- Julie Delpy - Before Midnight
- Gaby Hoffmann - Crystal Fairy & the Magical Cactus and 2012
- Brie Larson - Short Term 12
- Shailene Woodley - The Spectacular Now

### Miglior attore protagonista
- Matthew McConaughey - Dallas Buyers Club
- Bruce Dern - Nebraska
- Chiwetel Ejiofor - 12 anni schiavo (12 Years a Slave)
- Oscar Isaac - A proposito di Davis (Inside Llewyn Davis)
- Michael B. Jordan - Prossima fermata Fruitvale Station (Fruitvale Station)
- Robert Redford - All Is Lost - Tutto è perduto (All Is Lost)

### Miglior attrice non protagonista
- Lupita Nyong'o - 12 anni schiavo (12 Years a Slave)
- Melonie Diaz - Prossima fermata Fruitvale Station (Fruitvale Station)
- Sally Hawkins -  Blue Jasmine
- Yolonda Ross - Go for Sisters
- June Squibb - Nebraska

### Miglior attore non protagonista
- Jared Leto - Dallas Buyers Club
- Michael Fassbender - 12 anni schiavo (12 Years a Slave)
- Will Forte - Nebraska
- James Gandolfini - Enough Said
- Keith Stanfield - Short Term 12

### Miglior film d'esordio
- Prossima fermata Fruitvale Station (Fruitvale Station), regia di Ryan Coogler
- Blue Caprice, regia di Alexandre Moors
- Concussion, regia di Stacie Passon
- Una Noche, regia di Lucy Mulloy
- La bicicletta verde (Wadjda), regia di Haifaa Al-Mansour

### Miglior sceneggiatura d'esordio
- Bob Nelson - Nebraska
- Lake Bell - In a World...
- Joseph Gordon-Levitt -  Don Jon
- Jill Soloway - Afternoon Delight
- Michael Starrbury - The Inevitable Defeat of Mister and Pete

### Miglior fotografia
- Sean Bobbitt - 12 anni schiavo (12 Years a Slave)
- Benoît Debie - Spring Breakers - Una vacanza da sballo (Spring Breakers)
- Bruno Delbonnel - A proposito di Davis (Inside Llewyn Davis)
- Frank G. Demarco - All Is Lost - Tutto è perduto (All Is Lost)
- Matthias Grunsky - Computer Chess

### Miglior montaggio
- Nat Sanders - Short Term 12
- Shane Carruth e David Lowery - Upstream Color
- Jem Cohen e Marc Vives - Museum Hours
- Jennifer Lame - Frances Ha
- Cindy Lee - Una Noche

### Miglior documentario
- 20 Feet from Stardom, regia di Morgan Neville
- After Tiller, regia di Martha Shane
- Gideon’s Army, regia di Dawn Porter
- The Act of Killing, regia di Joshua Oppenheimer
- Al Midan, regia di Jehane Noujaim

### Miglior film straniero
- La vita di Adele (La Vie d'Adèle - Chapitres 1 & 2), regia di Abdellatif Kechiche (Francia)
- Il tocco del peccato (Tian zhu ding), regia di Jia Zhangke (Cina)
- Gloria, regia di Sebastián Lelio (Cile)
- La grande bellezza, regia di Paolo Sorrentino (Italia)
- Il sospetto (Jagten), regia di Thomas Vinterberg (Danimarca)

### Premio John Cassavetes
- This Is Martin Bonner, regia di Chad Hartigan
- Computer Chess, regia di Andrew Bujalski
- Crystal Fairy & the Magical Cactus and 2012, regia di Sebastián Silva
- Museum Hours, regia di Jem Cohen
- Pit Stop, regia di Yen Tan

### Premio Robert Altman
- Mud, regia di Jeff Nichols

### Someone to Watch Award
- Shaka King - Newlyweeds
- Aaron Douglas Johnston - My Sister’s Quinceañera
- Madeline Olnek - The Foxy Merkins

### Truer Than Fiction Award
- Jason Osder - Let the Fire Burn
- Kaylanee Mam - A River Changes Course
- Stephanie Spray ed Pacho Velez - Manakamana

### Producers Award
- Toby Halbrooks e James M. Johnston
- Jacob Jaffke
- Andrea Roa
- Frederick Thornton